# Ligne de Toulouse à Boulogne-sur-Gesse
La ligne de Toulouse à Boulogne-sur-Gesse est une ancienne section du réseau de la compagnie des chemins de fer du Sud-Ouest.

## Histoire
La déclaration d'utilité publique est prononcée le 14 avril 1896.
La ligne est ouverte par sections :
- Le 16 octobre 1900 de Toulouse-Roguet à Saint-Foy-de-Peyrolières pour les voyageurs
- Le 11 février 1901 de Toulouse à Saint-Foy-de-Peyrolières pour les marchandises
- Le 28 février 1901 de Fonsorbes à Rieumes
- Le 6 avril 1901 de Rieumes à Lombez
- Le 13 mai 1901 de Lombez à L'Isle-en-Dodon
- Le 1er août 1901 de L'Isle-en-Dodon à Boulogne-sur-Gesse

En 1912, il y a trois aller-retour par jour de Toulouse à Boulogne-sur-Gesse (temps de trajet entre 4h20 et 5h25), trois aller-retour par jour de Toulouse à Saint-Lys (temps de trajet entre 1h15 et 1h20) et six aller-retour par jour sur le tronc commun de Toulouse à Fonsorbes (temps de trajet entre 50 et 55 minutes).
La ligne est définitivement fermée le 31 décembre 1949.

## Caractéristiques

### Tracé
La ligne partait de la gare de Toulouse-Roguet, située dans le quartier Saint-Cyprien entre les actuelles stations de métro Patte-d'Oie et Saint-Cyprien-République, au droit de l'arrêt de bus Tisséo Roguet, perpendiculairement à l'avenue de Lombez.
La ligne desservait les communes de Tournefeuille, Plaisance-du-Touch, Fonsorbes, Saint-Lys, Sainte-Foy-de-Peyrolières d'une part, Saint-Clar-de-Rivière, Rieumes, Samatan, Lombez, L'Isle-en-Dodon, et Boulogne-sur-Gesse d'autre part (voir parcours détaillé sur le schéma).

## Vestiges

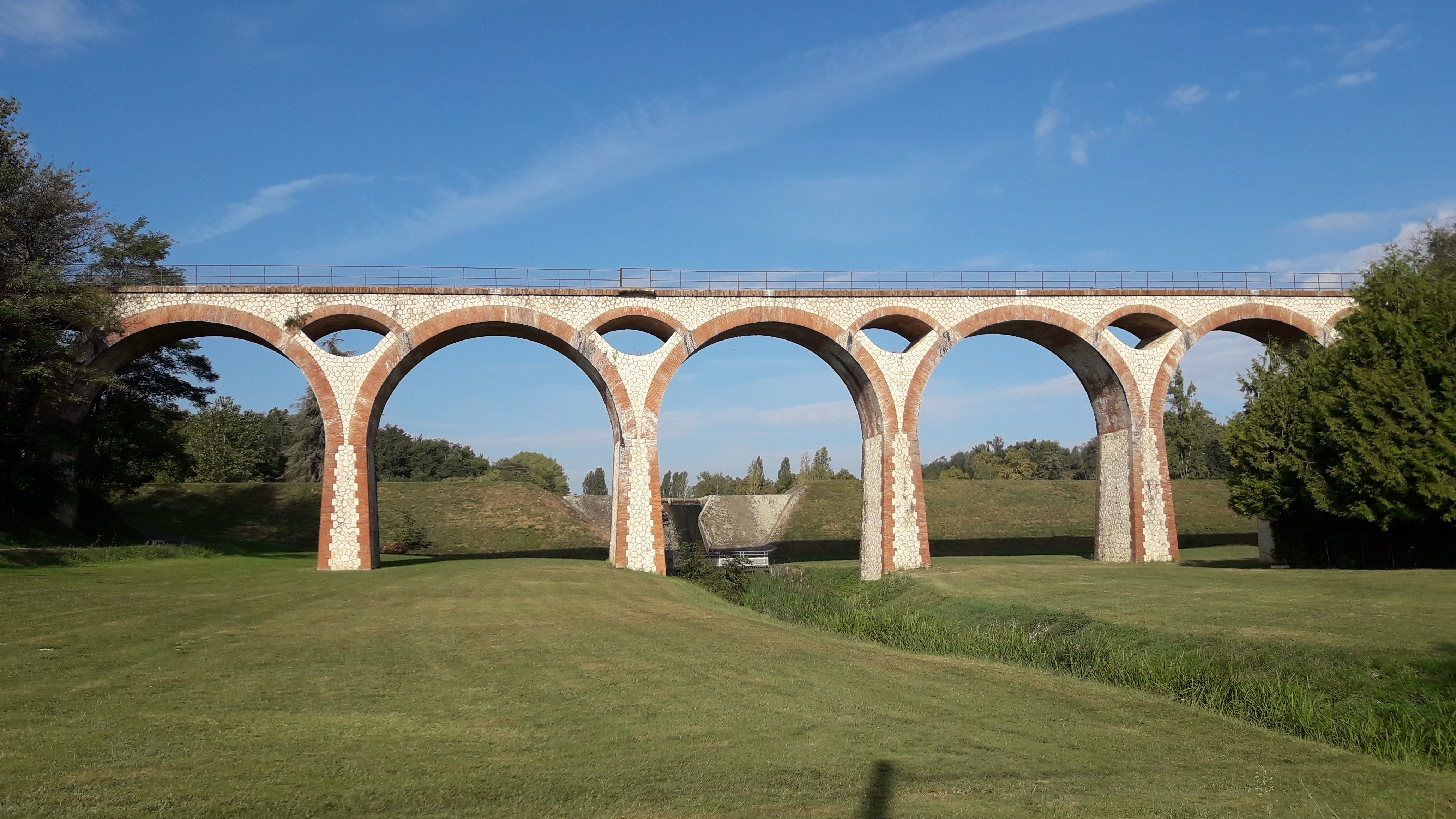
Le Viaduc des Coucuts à Boulogne-sur-Gesse.

De nombreux vestiges de la ligne sont visibles actuellement tout au long du tracé. Les plus importants d'entre eux sont le viaduc des Coucuts à Boulogne-sur-Gesse, de nombreuses gares, ainsi que le pont sur le Touch à Tournefeuille. La gare Roguet a quant à elle été détruite pour donner lieu à la construction de la cité Roguet. La courbe d'accès à la gare depuis l'avenue de Lombez reste clairement visible au niveau de la rue.